# Medalha Romer-Simpson
A Medalha Romer-Simpson (em inglês:  Romer-Simpson Medal) é a condecoração mais significativa da Sociedade de Paleontologia de Vertebrados por "realizações científicas duradouras e notáveis e contribuições no campo da paleontologia de vertebrados". O prêmio é denominado em homenagem aos cientistas estadunidenses Alfred Sherwood Romer e George Gaylord Simpson.

## Recipientes
- 1987 Everett Olson
- 1988 Bobb Schaeffer
- 1989 Edwin Harris Colbert
- 1990 Richard Estes
- 1991 não houve premiação
- 1992 Loris Shano Russell
- 1993 Zhou Mingzhen
- 1994 John Ostrom
- 1995 Zofia Kielan-Jaworowska
- 1996 Percy Butler
- 1997 Colin Patterson
- 1998 Albert Elmer Wood
- 1999 Robert Warren Wilson
- 2000 John Andrew Wilson
- 2001 Malcolm McKenna
- 2002 Mary Ruth Dawson
- 2003 Rainer Zangerl
- 2004 Robert Lynn Carroll
- 2005 Donald Eugene Russell
- 2006 William A. Clemens Jr.
- 2007 Wann Langston, Jr.
- 2008 José Fernando Bonaparte
- 2009 Farish Alston Jenkins
- 2010 Rinchen Barsbold
- 2011 Alfred Walter Crompton
- 2012 Philip D. Gingerich
- 2013 Jack Horner
- 2014 Hans-Peter Schultze
- 2015 James Hopson
- 2016 Meemann Chang
- 2017 Philip John Currie
- 2018 Kay Behrensmeyer
- 2019 Michael Archer
- 2020 Jenny Clack
- 2021 Blaire Van Valkenburgh